# Otto Christman
Otto Christman (Normanby, Ontario, 20 de febrer de 1880 - Orillia, Ontario, 26 d'agost de 1963) va ser un futbolista canadenc que va competir a cavall del segle xix i el segle xx. El 1904 va prendre part en els Jocs Olímpics de Saint Louis, on guanyà la medalla d'or en la competició de futbol com a membre del Galt F.C., que representava el Canadà.